# 与那嶺瑠唯
与那嶺 瑠唯（よなみね るい、1995年8月16日 - ）は、日本のダンサーであり、THE RAMPAGE from EXILE TRIBEのメンバー。
沖縄県豊見城市出身。LDH JAPAN所属。

## 略歴
中学生の頃からダンスを始める。EXPG沖縄校出身。
2014年4月、「EXILE PERFORMER BATTLE AUDITION」の最終審査で落選するも、THE RAMPAGEの候補メンバーに選出される。同年9月12日、同グループの正式メンバーとなる。

## 人物
- 父親は沖縄県宮古島出身、母親は沖縄県伊江島出身。母親はアメリカ、スペイン、フィリピンのミックスである[1]。
- 小学3年から中学1年まで野球をしていた[5]。
- ryuchellは小学校からの友人である[6]。
- メンバーの神谷健太は小学生時代からの幼馴染で、ともにEXPG沖縄校に通っていたこともあり、「ハイサイコンビ」と呼ばれている[7]。

## 出演

### 配信番組
- ダンスバトル -アライブTV-（2018年 - 2019年、ひかりTVチャンネル+） - 番組スペシャルサポーター[8]

### テレビ
- THE RAMPAGE RUI&YAMASHOのパフォーマー向上委員会（2021年9月 - 2021年11月、ひかりTV）[9]
- ヒルナンデス!（2022年2月 - 3月、日本テレビ） - 月曜シーズンレギュラー[10]
- THE RAMPinGOOD（2023年10月 - 2024年3月、名古屋テレビ）[11][12]
  - THE RAMPinGOOD SEASON2（2025年1月 - 3月）[13]

### 舞台
- BOOK ACT「もう一度君と踊りたい」（2019年9月、2020年2月[14]）

### ミュージックビデオ
- GENERATIONS from EXILE TRIBE「AGEHA」（2016年）[15]
- iScream「つつみ込むように…」-TRIBE WITH THE RHYTHM Ver.-（2022年）[16]

## 書籍
- THE RAMPAGE うちなーぐちかるた ハイサイコンビの想い出ガイドブック付き（2024年8月20日、幻冬舎）[7]